# Perenniporia africana
Perenniporia africana är en svampart som beskrevs av Ipulet & Ryvarden 2005. Perenniporia africana ingår i släktet Perenniporia och familjen Polyporaceae.   Inga underarter finns listade i Catalogue of Life.